# Хольцапфелькройт (станция метро)
«Хольцапфелькройт» (нем. Holzapfelkreuth) — станция Мюнхенского метрополитена, расположенная на линии . Станция находится в районе Хадерн (нем. Hadern).

## История
Открыта 16 апреля 1983 года. Станция названа в честь Йозефа Хольцапфеля, сына лесничего, который в 1859 году приобрел имение, построенное в 1844 году.

## Архитектура и оформление
Станция была построена по случаю Международной садовой выставки, поэтому стены сайдинга выполнены из желтых стеновых панелей, которые загнуты внутрь сверху, а колонны облицованы оранжевой плиткой. Пол изготовлен в стиле гальки Изара. Потолок отделан алюминиевыми планками с перерывом между планками над гусеницами, в которой закреплены две световые полосы. На западном конце лестница с роликовыми и фиксированными лестницами ведет к полу сарая и ведет к улицам Гуардинистштрассе и Нойфриденхаймерштрассе. На восточной стороне расположен лифт, который ведет на улицу Гуардинистштрассе.

## Пересадки
Проходят автобусы 51, 151, 167 и ночной N40